# دريجان (حومة بم)
دریجان (بالفارسية: دریجان) هي قرية تقع في إيران في منطقة مركزية ريفية. يقدر عدد سكانها بـ 787 نسمة بحسب إحصاء 2016.